# Objaw Spaldinga
Objaw Spaldinga (ang. Spalding sign) – objaw śmierci płodu, widoczny w badaniu radiologicznym. Polega na dachówkowatym zachodzeniu na siebie kości czaszki. Został opisany w 1922 roku przez amerykańskiego ginekologa Alfreda Bakera Spaldinga.